# 철학적 좀비
철학적 좀비(Philosophical zombie, p-zombie)란, 심리철학에서 쓰이는 용어이다. 「물리적·화학적·전기적 반응은 일반적인 인간과 완전히 동일하게 작용되지만, 의식(감각질)을 전혀 가지고 있지 않은 인간」이라고 정의된다.
데이비드 차머스가 1990년대에 감각질을 설명하는 데에 사용한 사고실험이며, 심리철학자들 사이에서 유명해졌다.
공포영화에 나오는 좀비와 구별하도록 현상적 좀비(Phenomenal Zombie)라고도 불린다. 주로 성질 이원론(또는 중립 일원론)의 입장에서 물리주의(또는 유물론)의 입장을 공격할 때에 쓰인다. 좀비의 개념을 이용하여 물리주의를 비판하는 이 논증을 좀비 논변(Zombie Argument) 또는 상상가능성 논변(Conceivability Argument)이라고 부른다.

## 개요
철학적 좀비의 개념에 대하여 소개한다. 먼저, 철학적 좀비란 다음과 같은 의미인 것을 분명히 해둔다. 
- 죄악감이 희박한 사람이나, 차가운 사람과 같은 인간의 성격을 보이는 말은 아니다.
- 정신질환을 뜻하는 정신의학 관련의 용어는 아니다. 논의의 혼란을 막기 위해, 다음과 같이 2가지의 구분이 존재한다.

1. 행동적 좀비(Behavioral Zombie): 외면의 행동만을 보고 있어서는 보통 사람과 구별할 수 없는 좀비. 해부하면 인간과의 차이를 할 수 있을 가능성이 있다는 내용을 가진다. 이를테면, SF영화에 나오는 정교한 [[[안드로이드 (로봇)|안드로이드]]는 「기계는 내면적인 경험 따위 가지고 있지 않는다」라는 전제로 생각하면, 행동적 좀비에 해당한다.
2. 철학적 좀비(Neurological Zombie): 뇌의 신경세포 상태까지 포함하는, 모든 관측가능한 물리적 상태에 관하여 보통 사람과 구별할 수가 없는 좀비.

철학적 좀비라는 말은, 심리철학 분야에서 순수한 이론적인 아이디어로, 단순한 논의 상의 도구이며, 「외면적으로는 보통 사람과 똑같게 행동하지만, 그 때에 내면적인 경험(의식이나 감각질)을 가지지 않은 인간」이라는 형태로 정의된 가상의 존재이다. 철학적 좀비가 실제로 있다고 믿는 사람은 철학자 가운데서도 거의 없으며, 「철학적 좀비는 존재불가능한가」「어째서 우리는 철학적 좀비가 아닌 건가」와 같은 심리철학의 다른 여러 문제와 엮어서 논의된다. 가령 「철학적 좀비가 존재한다」고 해도, 철학적 좀비와 얼마나 오랫동안 붙어다녀도 보통 인간과 구별하는 것은 누구에게도 할 수 없다. 그것은 보통 사람과 똑같이 웃고, 화내고, 열심히 철학의 논의조차 할 수 있다. 물리적·화학적·전기적 반응은 보통 사람과 완전히 같으므로 구별할 수 없다. 만약 구별할 수 있다면, 그것은 철학적 좀비가 아닌 행동적 좀비이다. 하지만 보통 사람과 철학적 좀비의 유일한 차이는, 철학적 좀비에게는 그 때에 「즐거움」의 의식도, 「노여움」의 의식도, 논의의 번거로움에 대한 「답답함」이라는 의식도 가지지 않고, 「의식(감각질)」이라는 것이 전혀 없다는 점이다. 철학적 좀비에게 있어서 그것들은 물리적·화학적·전기적 반응의 집합체일 뿐이다.

## 좀비 논변
좀비 논변(zombie argument) 또는 상상가능성 논변(conceivability argument)이란 물리주의를 비판하는 이하의 형식의 논증을 나타낸다.
1. 우리의 세계에는 의식체험이 있다.
2. 물리적으로는 우리의 세계와 동일하면서도, 우리의 세계의 의식(意識)에 관한 긍정적인 사실이 성립하지 않는, 논리적으로 가능한 세계가 존재한다.
3. 따라서 의식에 관한 사실은, 물리적 사실과는 또 다른, 우리의 세계에 관한 가일층의 사실이다.
4. 그러므로 유물론은 거짓이다.

각 단계에 대하여 설명하면
1. 우리의 세계에는 의식체험이 있다. 의식, 퀄리아(감각질), 경험, 감각 등 다양한 이름으로 불리지만, 「있다」는 주장이다. 이 부분은 기본적으로 소박한 주장이다.
2. 물리적으로는 우리의 세계와 동일하면서도, 우리의 세계의 의식에 관한 긍정적인 사실이 성립하지 않는, 논리적으로 가능한 세계가 존재한다. 현재의 물리학으로 의식, 퀄리아, 경험, 감각을 모두 뺀 세계가 상상가능하다고 주장한다. 이 철학적 좀비만이 있는 세계를 좀비 월드라고 한다.
3. 따라서 의식에 관한 사실은, 물리적 사실과는 또 다른 우리의 세계에 관한 가일층의 사실이다. 좀비 월드에는 없지만, 우리의 현실세계에는 의식, 퀄리아, 경험, 감각이 갖추어져 있다는 것은 사실이다. 그것은 현재의 물리법칙에는 포함되어 있지 않다.
4. 그러므로 유물론은 거짓이다. 이상의 관점에서, 현재의 물리법칙과 물량론으로 모든 설명을 할 수 있다는 사고는 잘못되었다.

## 역사
좀비 논변과 유사한 유형의 논의, 즉 「의식체험」과 「물질의 형태와 움직임」과의 사이에 합리적인 연결점을 찾아낼 수 없다는 유형의 논의는, 역사 상 다양한 형태로 논의되었다. 역사를 거슬러올라가면서 논란은 세련되어가는데, 이하 주요 예를 몇 가지 열거한다.

### 라이프니츠의 풍찻간 사고실험

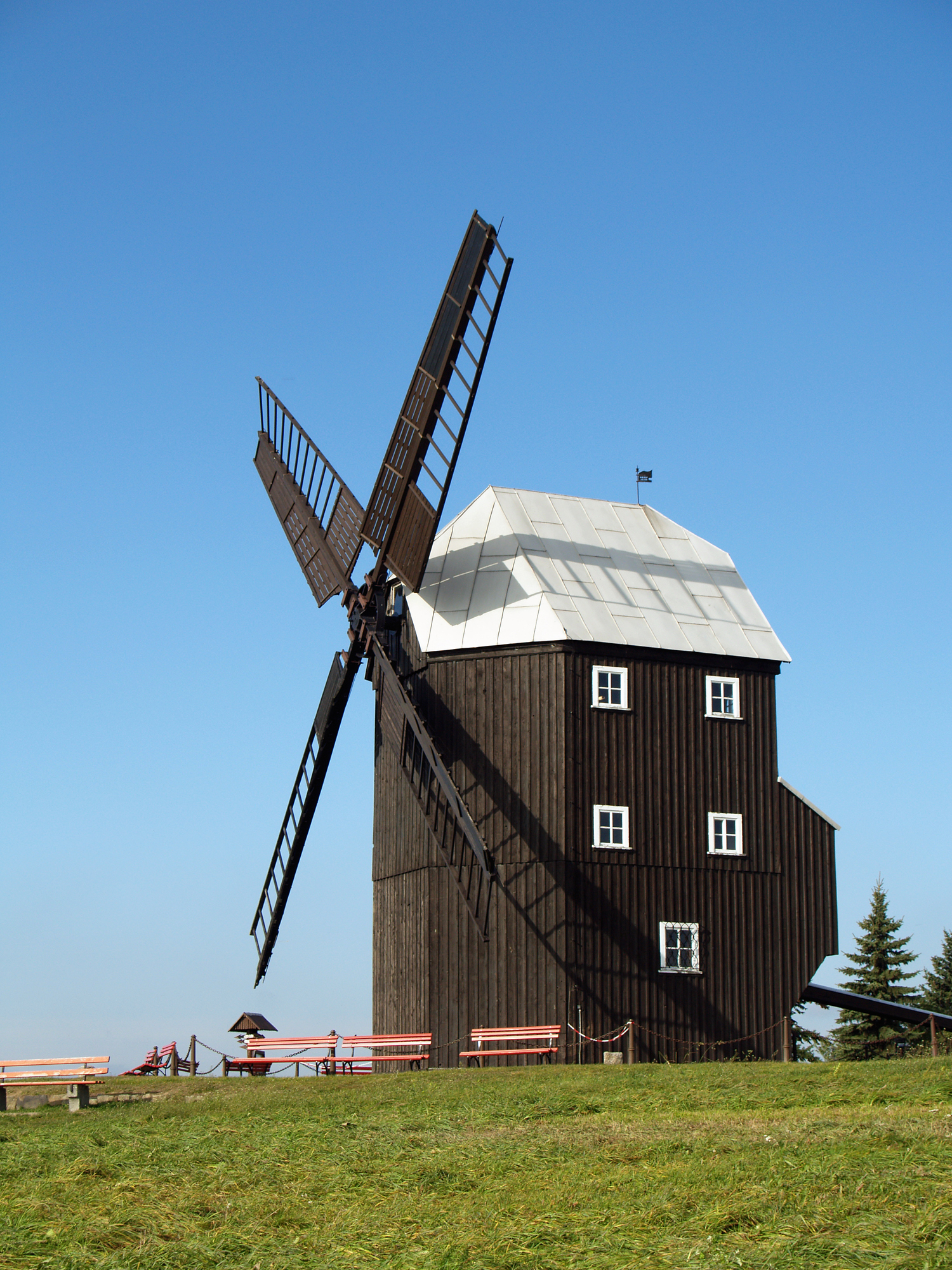
사고를 할 수 있는 기계(현대적으로 말하면 인공지능)이 있다고 치고, 그 기계를 풍차만큼 크게 만들었다고 친다. 이 때, 그 안에 들어가서 둘레를 바라보면, 대체 무엇이 보이는 것일까. 라이프니츠는 그 부분을 생각했다.

17세기 독일의 철학자 라이프니츠가 저서 『모나돌로지』 속에서 풍차(windmill)를 예로 들어 진행한 다음과 같은 논증이 있다.
사물을 생각하거나 느끼거나 지각할 수 있는 장치의 기계가 있다고 하자. 그 기계 전체를 같은 비율로 확대하여, 풍찻간 속에 들어가듯이 그 기계 속에 들어간다고 하자. 그러나 그 경우, 기계의 내부를 살피고 눈에 비치는 것이라고 하면, 부분부분이 움직이고 있는 모습뿐, 표상에 대하여 설명할 만한 것은 결코 발견할 수 없다.— 라이프니츠 『모나돌로지』(1714년)

표상이라는 말은, 현대에서의 의식이라는 말과 거의 대응한다.이 사고실험을 통해 라이프니츠는 모나드(라이프니츠가 존재한다고 가정한, 그 이상 분할할 수 없는, 이 세계의 최소 구성요소)의 내적인 성질로서 표상을 규정한다.

### 러셀의 「세계의 인과골격」 의론
20세기 전반, 영국의 철학자 버트런드 러셀이 『물질의 분석(Analysis of Matter)』(1927년)을 중심으로 다양한 저작 가운데서 발전한 의론 중에도, 같은 종류의 의론이 보인다. 러셀은 물리학은 어떠한 것인지에 대한 분석을 진행하던 중, 물리학은 대상과 대상 사이에 어떠한 관계가 있는지를 다루지만, 그렇다 할 관계를 가지는 바로 그 대상의 내재적 성질은 다룰 수 없다고 여겼고, 물리학이 미치는 세계의 기술(記述)을 외형적인 것, 「세계의 인과골격(Causal Skeleton of the World)」을 다룬 것으로 여겼다.
물리학은 수학적이다. 그러나 그것을 우리가 물리적인 세계에 대하여 매우 잘 알고 있기 때문이 아닌, 오히려 아주 조금밖에 알지 못하기 때문이다 - 우리가 발견할 수 있는 것은 세계가 가진 수학적인 성질뿐이다. 물리적 세계는 그 시공간인 구조가 있는 추상적인 특징과 관련된 것만을 알 수 있다 - 그러한 특징을 이루는 장점은, 심리세계에 관하여 그 내재적인 특징에 관하여 무언가 다름이 있는 것인지, 또는 없는 것인지,를 나타내는 것에 충분하지 않다.— 버트런드 러셀 『Human knowledge: It's Scope and Limits』(1948년)

우리가 직접 경험하는 심적 사실인 경우를 빼고, 물리적인 사상의 내재적인 성질에 대하여, 우리는 무엇도 모른다.— 버트런드 러셀 『Mind and Matter』(1956년)

### 크립키의 양상논법
1970년대에, 철학자 솔 크립키가 양상(modality)의 개념을 이용하여 이룬 양상논법(modal argument)이라는 논증이 있다. 이 논의는 직관적이라기보다는 꽤 기교적인 것이지만, 가능세계론의 틀 인에서 고정지시사(rigid designator) 사이의 동일성 언명은 필연적인 것이어야 한다는 전제에 선 다음에 신경현상과 통증으로 대표되듯이 우리가 가진 심적인 감각 사이의 동일성 언명(이른바 동일설)을 비판했다. 이 논증은 크립키의 강의록 『이름과 필연』에서 상세하게 논의되었다. 크립키는 이 책의 마지막 장에서 논증 결과를 다음과 같은 우화적인 이야기로 표현했다.
신(神)이 세상을 만들었다고 하자. 신은 이 세계에 어떤 종류의 입자가 존재하고, 그들이 서로 어떻게 상호작용하는지, 그러한 일을 전부 정했다고 하자. 그럼, 이것으로 신의 일은 끝난 것인가? 아니, 그렇지 않다. 신에게는 아직 할 일이 남아 있다. 신은 어느 상태에 어느 감각이 수반하도록 정하는 일을 하지 않으면 안 된다.

## 비판

### 아 포스테리오리 필연성
물리주의의 입장에서 제기되는 좀비논법에 대한 비판은, 현시점의 우리에게 좀비는 언뜻 논리적으로 가능(logicaly possible)하다고 여겨지는 것은 인정하면서도－이는 종종 좀비직감(Zombic Hunch)이라고 불린다－그러한 직감은 주로 현재의 우리의 신경계에 대한 무지에 기인한다는 형태로 이루어진다. 즉 신경계에 대한 이해가 아직 어중간한 단계에 있기 때문에, 현상체험이 완전히 결여된 인간의 기능적 동형물(機能的同型物) 따위의 사물을 상상할 수 있는 것이며, 만약 신경과학의 지식이 깊어져가면, 그러한 존재는 논리적으로 불가능하다고 이해할 수 있는 것이라는 것이다. 이것은 아 포스테리오의 필연성에서 논의라고 불린다.

### 현상판단의 역설
또 하나의 주요한 비판점으로는 좀비가 상정가능(의식체험은 물리적으로 사실에 논리적으로 수부(logical supervenience)하지 않는다)하다는 전제를 둔 때에 나타나는 판단에 관한 인과의 문제가 있다. 의식체험을 물리적 현상과 별개의 것이라고 여기고, 물리적 세계가 물리법칙에 따라 인과적으로 닫혀 있다(물리영역의 인과적 폐쇄성)고 여긴다면, 물리세계에서 이루어지고 있는 판단에 의식체험 그 자체가 관여해오지 않게 되어버린다는 인과적 배제의 문제(The Causal Exclusion Problem)이다. 좀비논법의 제창자인 데이비드 차머스 자신은, 보다 대상범위를 좁혀가는 형태로 이 문제를 현상판단의 역설이라고 부르고 있다. 다음과 같은 문제이다.
좀비를 상정가능하다고 볼 경우, 「쌍둥이 좀비세계」를 상정할 수 있다. 즉 일종의 평행세계 같은 것으로, 「물리적 사실에 관하여 우리 세계와 완전히 같지만, 의식체험만을 결여한 우리 세계의 사본」이 상정가능하다. 그곳에 차머스의 좀비쌍둥이가 있을 것이다(차머스와 물리적으로 완전히 동형이지만 의식체험만을 결여한 존재). 차머스의 좀비쌍둥이는 의식체험을 전혀 가지고 있음에도 불구하고, 기능적으로는 차머스와 완전히 동일하게 행동할 터이므로, 하드 프라블럼에 대한 논문을 쓰고, 의식에 관한 새로운 자연법칙을 탐구해야 한다고 말하며, 이 세계의 차머스와 완전히 같은 주장을 해나가지 않으면 안된다. 그러나 좀비세계의 차머스는 의식체험이 없는 좀비세계에서 도대체 무엇에 대하여 탐구하고 있을 것인가. 의식체험이 없는 좀비세계에서 하드 프라블럼을 주장하는 좀비쌍둥이를 상정할 수 있다고 한다면, 그 좀비쌍둥이와 완전히 동일한 주장으로 하고 있는 이 세계의 진짜 차머스의 주장에는 도대체 어떤 정당성이 있는 것일까.

### 실재로서의 전인류철학적 좀비
수전 블랙모어의 생각으로는, 의식이란 착각이며, 자아를 가지는 누군과 따위는 없으며, 「내」가 존재하는 느낌이 들 때는 언제나 그 「나」는 일시적인 허구에 지나지 않으며, 또한 뇌를 구성하는 물질은 물리법칙에 묶여 있으므로 우리에게 자유의지는 없다. 만약 이 가정이 올바른 것이라면, 인간은 태어날 때부터의 환경외부의 입력과 그 반응인 출력의 축적에 따라 지금 여기에 살아가고 있는 철학적 좀비의 존재 그 자체이다.

## 참고 문헌
- Chalmers, David J.The Conscious Mind: In Search of a Fundamental Theory (1997), Oxford University Press, ISBN 0195117891
- 다니엘 데닛(著) 『의식의 수수께끼를 풀다』 유자화(譯) 옥당 2013년 ISBN 9788993952506
- 信原幸弘(著) 『意識の哲学 - クオリア序説』「第二章 ゾンビは可能か」 31-63頁 岩波書店　2002年 ISBN 4-00-026588-1
- G. W. 라이프니츠(著) 『모나드론 외』 배선복(譯) 책세상 2007년 ISBN 9788970136660
- Bertrand Russell "Analysis of Matter" Routledge (2001) ISBN 0415082978
- 솔 크립키(著) 『이름과 필연』 정대현·김영주(譯) 필로소픽 2014년 ISBN 9788998045470

## 관련 문헌
- 아오야마 다쿠오 「現象報告のパラドックス」(PDF) 研究プロジェクト報告書101号 『主体概念の再検討』, 千葉大学大学院社会文化科学研究科, 永井均編, pp. 1–5, （2005)
- 오구사 다이 「二次元可能世界意味論の展開(1) : 初期の二次元意味論」(PDF) 京都大学哲学論叢 (2007), 34: 73-83
- 사콘 다케시 「チャーマーズの「意識しない心」について - 思考可能性と意識の不在をめぐる問い」(PDF)『京都大学哲学論叢』 33 (2006) pp.67–78
- 시바타 마사요시 「ゾンビは論理的可能性ですらないか？-チャルマーズに対する-pros and cons-」(PDF) 『コネクショニズムの哲学的意義の研究』pp.47–66. （2003年)
- 스즈키 다카유키 「意識のハードプロブレムと思考可能性論法」(PDF)[깨진 링크(과거 내용 찾기)] 『哲学』 Vol.2004, No.55(2004) pp.193–205, 29
- 스즈키 노보루 「クリプキの同一説批判」(PDF)[깨진 링크(과거 내용 찾기)] 『哲学』 Vol.1984, No.34(1984)pp.173–183.
- 하야시 아키히로 「心脳同一説に対する様相の観点からのクリプキの批判」(PDF)[깨진 링크(과거 내용 찾기)] 『川崎医療福祉学会誌』 6(1) (1996) pp.199–202.
- 미즈모토 마사하루 「ゾンビの可能性」(PDF)[깨진 링크(과거 내용 찾기)] 『科学哲学』 Vol.39, No.1(2006) pp.63–77.

## 같이 보기
- 의식
- 퀄리아
- 수반현상설
- 인과적 폐쇄성
- 현상판단의 역설
- 심리철학
- 타아문제
- 인공의식
- 튜링 테스팅
- 불쾌한 골짜기